# وقایع‌نگاری‌های الجزایر
وقایع‌نگاری‌های الجزایر (به فرانسوی: Chroniques algériennes‎) مجموعه‌ای است از نوشته‌ها و مقاله‌های شاخص نویسنده و متفکر فرانسوی آلبر کامو که در سال ۱۹۵۸ در فرانسه منتشر شده‌است.
. وقایع‌نگاری‌های الجزایر مجموعه‌ای است از مقالات و یادداشت‌هایی که آلبر کامو از سالِ ۱۹۳۹ تا۱۹۵۸ دربارهٔ زادگاهش الجزایر نوشت. او در این دورهٔ پرآشوب که به فقر، کشتار، جنگ‌های داخلی و اختلاف‌های عمیق سیاسی منجر شد، سعی کرد راویِ روحِ الجزایری باشد که می‌شناخت. بسیاری از این یادداشت‌ها در روزنامه‌های گوناگون منتشر شده‌است و کامو، در سال ۱۹۵۸ و به درخواست ناشر، آن‌ها را تدوین کرد و مقدمه‌ای درخشان بر آن‌ها نوشت. او در مقدمه‌این کتاب می‌نویسد: «اگر الجزائری که بدان امید بسته‌ام هنوز شانسی برای به وجود آمدن داشته باشد (که معتقدم چنین شانسی وجود دارد)، پس خواستار آنم که به هر طریق ممکن کمکش کنم. در مقابل معتقدم که حتی برای لحظه‌ای یا به هر شکلی، نباید به تشکیل آن الجزایر دیگر یاری رسانم. اگر برخلاف منافع فرانسه یا دور از خاک فرانسه، نیروهای سرسپرده در هم‌گرایی با نیروهایی به شدت محافظه‌کار پی تثبیت یک ناکامی مضاعف باشند، اندوهی بیکران بر من مستولی می‌شود و همراه میلیون‌ها فرانسوی دیگر، ناچار به اتخاذ تصمیمی مقتضی خواهم بود. این عقیدهٔ صادقانهٔ من است.
اگرچه ممکن است دربارهٔ وضعیت فاجعه‌باری که اثر شخصی بر من گذارده، دچار اشتباه یا قضاوت نادرست شده باشم، اما اگر هنوز این امکان وجود داشته باشد که هر کسی که امروز می‌بینیمش، فردا به دلیل فجایعی این چنینی زیر خاک برود، پس همگی ما در قبال این وضعیت مسئول هستیم. همگی ما در برابر تمام رفتار و کردار همان یک نفر نیز مسئول هستیم. تمام حرف من همین‌هاست که گفتم.»

## انتشار و ترجمه
این کتاب در سال ۲۰۱۳ برای اولین بار به زبان انگلیسی ترجمه و منتشر شد. این نوشته‌ها موضع سیاسی آلبر کامو را دربارهٔ بی‌طرفی در جنگ الجزایر نشان داده‌است. این کتاب همچنین نشان می‌دهد که چگونه راست و چپ فرانسه با کامو به خاطر مواضع خود دشمنی داشت. نسخه فارسی این کتاب با ترجمه هانیه رجبی توسط نشر چشمه منتشر شده‌است.